# Pepco

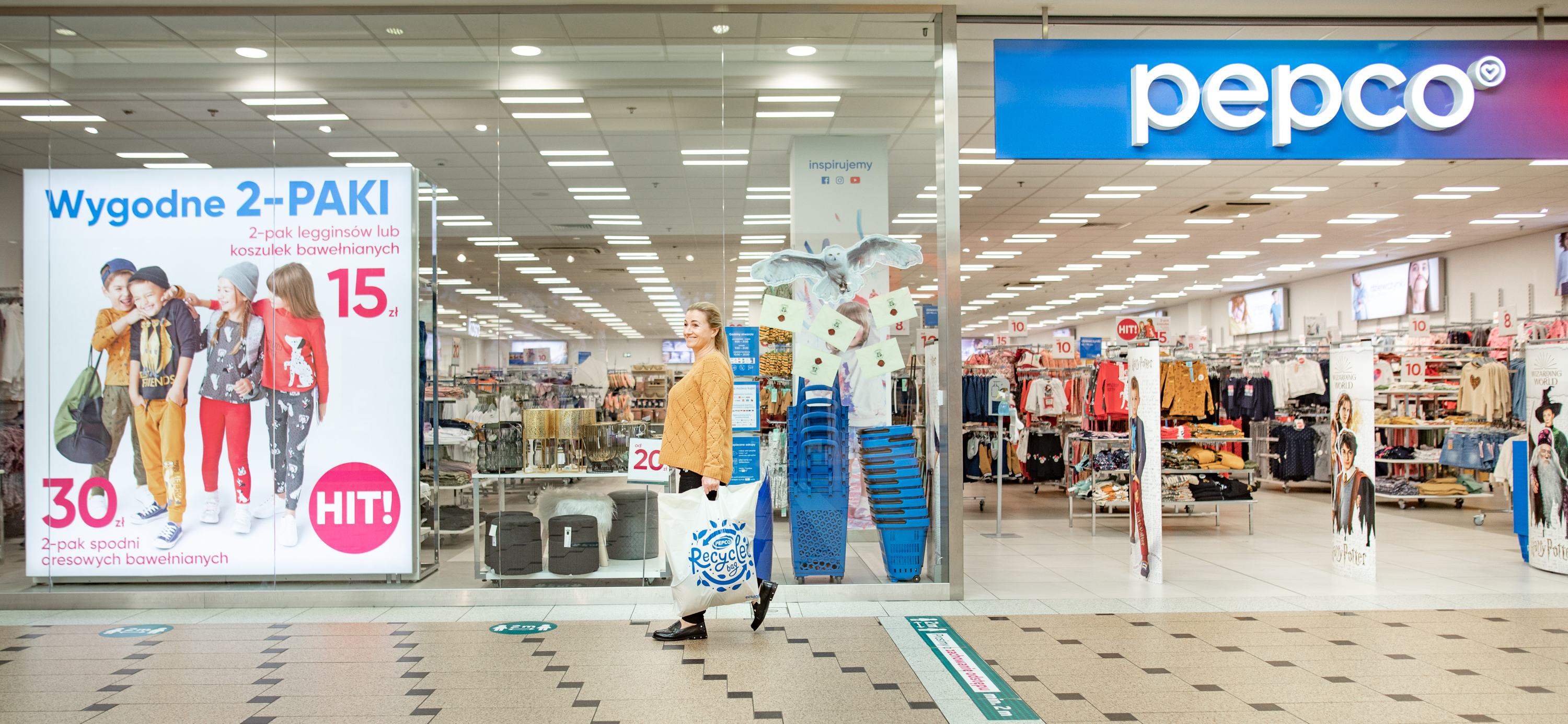
Pepco-winkel in een winkelcentrum in Poznań, Polen

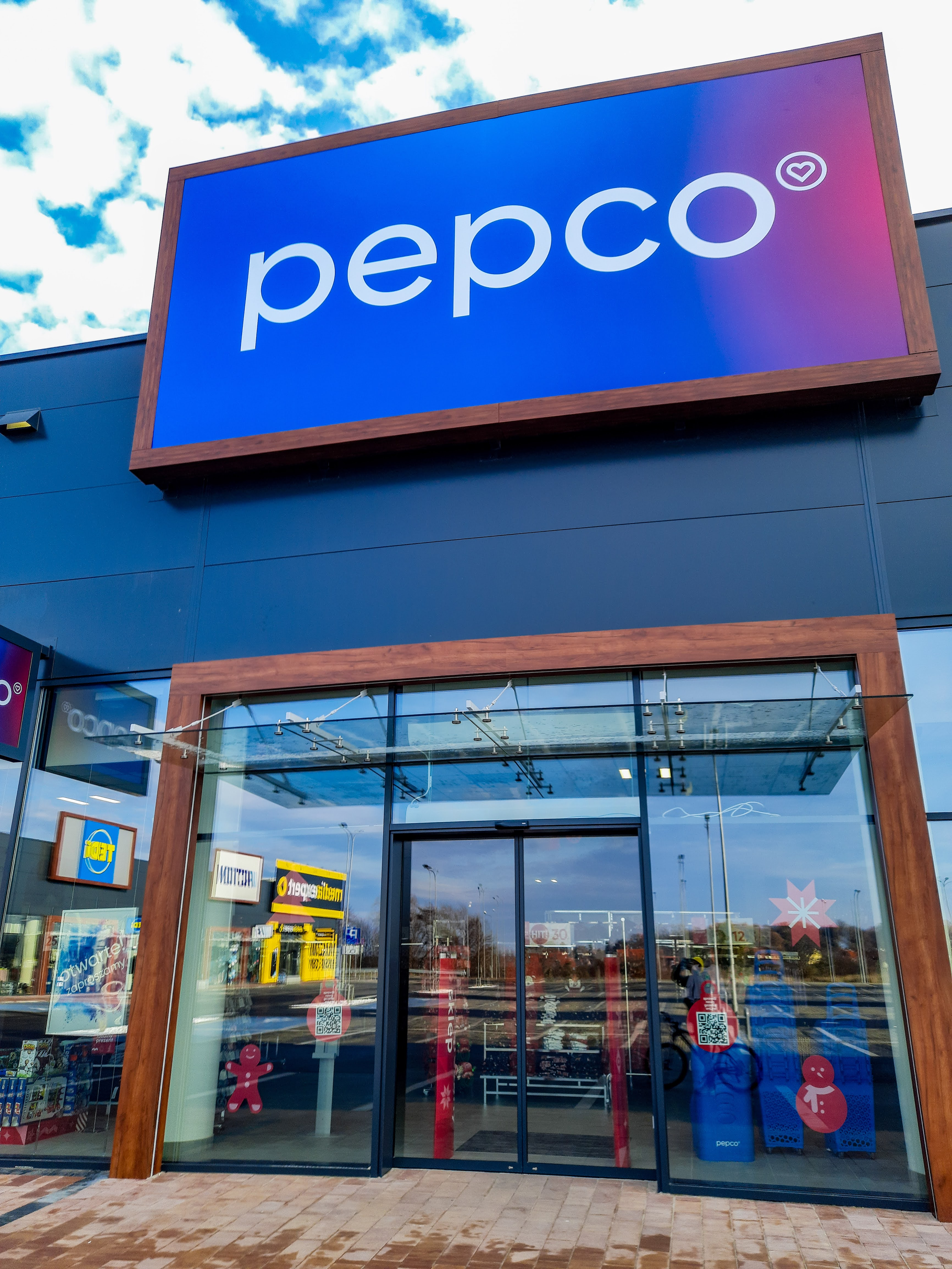
Pepco-winkel in een retailpark in Bielawa, Polen

Pepco is een Poolse discount warenhuisketen met winkels in heel Europa. Het maakt deel uit van de in Londen gevestigde en in Polen genoteerde 'Pepco Group', samen met de zustermerken Poundland en Dealz. De Pepco-winkels vormen het grootste deel van de winkels van de groep, met 3500 vestigingen in heel Europa (van de in totaal 4600),  en hebben Dealz (qua formaat en merk) volledig vervangen in de meeste Europese landen, met uitzondering van Polen en Ierland.

## Geschiedenis
In 1999 breidde de Britse retailer Brown &amp; Jackson zich uit naar Polen, waar ze Poundstretcher-winkels openden. Na de slechte prestaties werd B&J Polen in 2002 verkocht aan het Zuid-Afrikaanse bedrijf Tradegro en in 2004 overgenomen door Pepkor. Na de overname werden de onderneming en de winkels omgedoopt tot Pepco.
Vanaf 2013 begon Pepco uit te breiden naar andere Europese markten: 
- 2013 – winkels geopend in Tsjechië en Slowakije
- 2015 – winkels geopend in Roemenië en Hongarije
- 2017 – winkels geopend in Kroatië, Slovenië en Litouwen
- 2018 – winkels geopend in Letland  en Estland
- 2019 – winkels geopend in Bulgarije
- 2020 – winkels geopend in Italië en Servië
- 2021 – winkels geopend in Spanje en Oostenrijk
- 2022 – winkels geopend in Duitsland, Griekenland  en Ierland
- 2023 – winkels geopend in Portugal,  Bosnië en Herzegovina, en Azerbeidzjan

In 2023 werd de meerderheidsaandeelhouder (79%) van Pepco, Steinhoff International, van de beurs gehaald en geherstructureerd in een plan om faillissement te voorkomen na jaren van rechtszaken en zware verliezen nadat in december 2017 financiële problemen aan het licht kwamen. Er werd echter niet verwacht dat een eventueel faillissement Pepco zou schaden, gezien zijn sterke balans en onafhankelijke financieringsbronnen. Na de herstructurering in 2023 is het aandelenbelang van Steinhoff overgedragen aan de nieuwe entiteit Ibex Topco BV. 

## In Poundland en Dealz
Sinds 2023 zijn de winkels van Poundland en Dealz gestopt met het aanbieden van hun eigen merkproducten en kleding, evenals de producten en kleding van het merk Pep&Co. Deze worden vervangen door producten van het merk Pepco. Deze overgang werd gezien als een mogelijke oorzaak voor een daling van de vergelijkbare verkopen bij de groep in 2024 
In het Verenigd Koninkrijk worden Pepco-producten op de markt gebracht als zijnde ‘alleen verkrijgbaar bij Poundland’. 